# Stanisław Wywioł
Stanisław Wywioł (ur. 1961 w Rudzie Śląskiej) – artysta malarz, pedagog.

## Życiorys
W latach 1982–84 studia w Państwowej Wyższej Szkole Sztuk Plastycznych we Wrocławiu w Pracowni Malarstwa prof. Zbigniewa Karpińskiego. W latach 1985–88 studia w krakowskiej Akademii Sztuk Pięknych w Pracowni Malarstwa prof. Stanisława Rodzińskiego i w Pracowni Rysunku prof. Zbyluta Grzywacza. Dyplom w 1988 roku. Stypendysta Ministra Kultury i Sztuki 1988/1989. Od 1988 r. pracownik Studium Nauczycielskiego, od 1991 r. pedagog plastyki w IV Liceum Ogólnokształcącym w Olkuszu. W 2001 odznaczony Srebrnym Krzyżem Zasługi za wybitne osiągnięcia, Medalem Komisji Edukacji Narodowej 2006 r. W 2004 r. otrzymał Olkuską Nagrodę Artystyczną za całokształt twórczości. W 2010 r. odznaczony Srebrnym Medalem za długoletnią służbę. W 2017 r. odznaczony Złotym Krzyżem Zasługi. Obecnie zamieszkały w Witeradowie. Uczestniczył w ponad 80 wystawach zbiorowych w Polsce i za granicą. Zdobywca wielu nagród i wyróżnień w konkursach krajowych i międzynarodowych.
Uprawia malarstwo sztalugowe, rysunek, projektuje witraże. Zajmuje się również projektowaniem graficznym. Ma na swym koncie kilkadziesiąt projektów logotypów, książek, katalogów, wydawnictw reklamowych, kalendarzy tematycznych, plakatów. Od 1987 roku szczególnym rodzajem działalności artystycznej jest malarstwo sakralne.
Jest autorem kilkudziesięciu wykładów z zakresu historii sztuki, m.in. w ramach XIII Małopolskich Dni Dziedzictwa Kulturowego – „Poliptyk Olkuski Jana Wielkiego” – Bazylika p.w. św. Andrzeja Ap. w Olkuszu – 2011,  „W Kręgu Rodziny Epok Dawnych. Rytmy życia, rytmy codzienności” – „Dziecko w sztuce” – Muzeum Narodowe Sukiennice, Kraków – 2012

## Wystawy indywidualne od roku 1982
- 1982 – Pałac Młodzieży – Katowice,
- 1986 – "Poszukiwania" – Olkusz,
- 1990 – Galeria "Pod Baranami" – Kraków,
- 1991 – Galeria "Format" – Kraków,
- 1992 – Galeria Urshal Swoboda – Wiedeń,
- 1994 – Galeria Działań "Krekot" – Ruda Śląska,
- 1995 – Galeria "Baszta" – Olkusz,
- 1996 – Galeria Działań "Krekot" – Ruda Śląska,
- 1997 – Galeria Sztuki Współczesnej Fra Angelico Muzeum Archidiecezjalne – Katowice,
- 1998 – Instytut Mikołowski im. R.Wojaczka – Mikołów,
  - Miejski Dom Kultury – Mikołów,
  - Galeria „Wzgórze” Franciszka Kukioły – Bielsko–Biała,
  - Miejski Ośrodek Kultury Galeria „Dworek Machnickich” – Olkusz,
  - Galeria 4LO – Olkusz,
  - Galeria Sztuki Współczesnej Fra Angelico Muzeum Archidiecezjalne, "Ocalone z pożaru" Katowice,
  - Galeria "Obecna" Miejskie Centrum Kultury – Jaworzno,
  - Galeria "Na styku" – Chrzanów,
  - Muzeum Miejskie ”Galeria w Ratuszu” – Gliwice,
- 1999 – Sala Drukarni Archidiecezjalnej – Katowice – Wystawa obrazów i rysunków towarzysząca promocji książki "W Jego ranach jest nasze zbawienie" ks. arcybiskupa Damiana Zimonia,
- 2001 – Miejska Galeria Sztuki "MM" – Chorzów "Świat Zofii i Stanisława", 
  - Muzeum im. św. Jana Sarkandra – Skoczów,
- 2002 – Galeria Sztuki "Dwór Karwacjanów" – Gorlice,
- 2003 – „Miserere” Miejska Galeria Sztuki „OK.NO” – Olkusz, 
  - Galeria „Gil” – Kraków,
- 2006 – Galeria Sztuki Współczesnej Fra Angelico Muzeum Archidiecezjalne „Kolęda u Wywiołów” – Katowice,
- 2008 – Miejska Galeria Sztuki „OK.NO.” – Olkusz,
- 2010 – Kongres „COOL–TURA” – Miejski Ośrodek Kultury Bukowno,
- 2012 – „Wokół krzyża” Oratorium przy kościele św. Tomasza – Sosnowiec,
  - Galeria „Na styku”, Galeria „Na piętrze” – Chrzanów
- 2013 – „Misteria”, Galeria „Na styku” – Chrzanów

## Wybrane wystawy zbiorowe
- 1988 – "Arsenał" – Warszawa,
- 1989 – "Jesienne Konfrontacje Malarstwa Współczesnego – Rzeszów – wyróżnienie,
  - "Arsenał" – Moskwa,
- 1992 – Salon Malarstwa ZPAP – Kraków,
  - Neuchatell – Szwajcaria,
- 1994 – II Triennale Plastyki  "Sacrum" – Częstochowa,
- 1995 – XI Ogólnopolska Wystawa Twórczości Pedagogów Plastyki Rzeszów II nagroda,   
  - "Natura i Sztuka" – Stuttgart,
- 1996 – Aukcja Polskiej Sztuki Współczesnej – Nowy Jork,
- 1997 – "50 Rocznica Przyłączenia Śląska do Macierzy" Centrum Dziedzictwa Górnego Śląska – Katowice,
- 1998 – Wystawa"Wspólnota’98”  Muzeum Archidiecezjalne – Wrocław,
  - Le 52 SALON DU HUREPOIX, – Paryż – Francja – medal honorowy w dziedzinie malarstwa,
- 2000 – Muzeum w Gliwicach, Zamek Piastowski "Ukrzyżowanie",
- 2001 – Muzeum Archidiecezjalne w Katowicach "Wspólnota 2000" Muzeum Miejskie w Rudzie Śląskiej wystawa prac artystów rudzkich "Powroty i spotkania",
- 2002 – Międzynarodowa Wystawa Malarstwa i Rzeźby Bruay–la–Buissiere – Francja,
  - Instytut Jana Pawła II „Ojciec Pio bliski Bogu  i ludziom” – Kraków,
- 2010 – XV Panorama Sztuki Chrześcijańskiej – Muzeum im. św. Jana Sarkandra – Skoczów,
  - Międzynarodowa Wystawa Sztuki w Bruay la Buisiere – Francja,
  - „Abbracciando la natura”– wystawa artystów włoskich i polskich – Mediolan – Włochy,
- 2012 – Portret dziecka, Muzeum w Chrzanowie im. Ireny i Mieczysława Mazarakich „Dom Urbańczyka”,
- 2013 – „Z magazynu”, Galeria Sztuki Współczesnej Fra Angelico Muzeum Archidiecezjalne – Katowice,
- 2014 – Wernisaż jednej pracy „44”, – Muzeum w Chrzanowie im. Ireny i Mieczysława Mazarakich, Muzeum Miasta Jaworzna, Muzeum Ziemi Wiśnickiej – Zamek w Wiśniczu

Prace w zbiorach BWA w Rzeszowie, Centralnej Biblioteki Publicznej w Rudzie Śląskiej, w Muzeum Archidiecezjalnym w Katowicach, w kolekcjach prywatnych  Polsce, Austrii, Australii, Belgii, Kanadzie, Niemczech, Danii, Norwegii, Wielkiej Brytanii, Izraelu, Francji, Włoszech, Watykanie i USA.